# فرانک ئی. وودز
فرانک ئی. وودز (انگلیسی: Frank E. Woods؛ ۱۸۶۰ – 1 may ۱۹۳۹ (۷۸−۷۹ سال)) یک فیلم‌نامه‌نویس اهل ایالات متحده آمریکا بود.

## فیلم‌شناسی
- ریچارد شیردل (۱۹۲۳)
- The Children Pay (۱۹۱۶)
- دشمن مرد (۱۹۱۴)
- Judith of Bethulia (۱۹۱۴)
- The Stopped Clock (۱۹۱۳)
- آینه (۱۹۱۳)
- In Diplomatic Circles (۱۹۱۳)
- The Left-Handed Man (۱۹۱۳)
- The White Rose of the Wilds (۱۹۱۱)
- The Country Lovers (۱۹۱۱)
- Priscilla and the Umbrella (۱۹۱۱)
- Priscilla's April Fool Joke (۱۹۱۱)
- Nursing a Viper (۱۹۰۹)
- در ایتالیای کوچک (۱۹۰۹)
- گوشه‌ای در گندم (۱۹۰۹)
- The Red Man's View (۱۹۰۹)
- The Death Disc: A Story of the Cromwellian Period (۱۹۰۹)
- Fools of Fate (۱۹۰۹)
- The Hessian Renegades (۱۹۰۹)
- The Sealed Room (۱۹۰۹)
- رستاخیز (۱۹۰۹)
- Mr. Jones Has a Card Party (۱۹۰۹)
- Mrs. Jones Entertains (۱۹۰۹)
- ادگار آلن پو (۱۹۰۹)
- After Many Years (۱۹۰۸)